# نیپون نیوز
نیپون نیوز (انگلیسی: Nippon News) شرکت رسانه‌ای ژاپنی است، که در سال ۱۹۶۶ توسط ماتسوتارو شوریکی تأسیس شد.